# 蔣文運
蔣文運（？年—？年），號玄扈，浙江上虞縣人，順天府大興縣（今屬北京市）籍。明朝政治人物。

## 生平
崇禎九年（1636年）丙子科順天鄉試第三十七名舉人，崇禎十年（1637年）聯捷丁丑科進士。吏部观政，十二年授常熟知县，十五年革任，十六年補萬安知縣。十七年補都察院經歷，改鎮江府同知。陞廬州府知府。。

## 家族
曾祖蒋贤，教谕；祖父蒋恕，锦衣卫镇抚；父蒋一鹏，武举人。